# Saxo-fridericia
Saxo-fridericia là một chi thực vật có hoa trong họ Rapateaceae.